# Postołów
Postołów (ukr. Постолів) – wieś w Polsce położona w województwie podkarpackim, w powiecie leskim, w gminie Lesko, na lewym brzegu rzeki San.
Wieś położona przy DK84 z Leska do Sanoka (ok. 170 mieszkańców). Znajduje się tu zajazd na wzgórzu od strony Sanoka, w pobliżu parking i pole namiotowe.
Wieś lokowano na prawie niemieckim na przełomie XIV i XV w., jednak istniejące na jej terenie grodzisko wskazuje na starszą metrykę. W 1409 Piotr Kmita nabył Postołów od Dolińskich za 300 grzywien i przyłączył do swych dóbr sobieńskich. W 1526 była tu już cerkiew parafialna. W latach 80. XIX wieku wieś liczyła 49 domów i 315 mieszkańców (272 grekokatolików, 22 rzymskich katolików, 21 izraelitów). W 1921 wieś liczyła 69 domów i 391 mieszkańców (382 grekokatolików, 9 rzymskich katolików).
W połowie XIX wieku właścicielem posiadłości tabularnej w Postołowie był Edmund Krasicki. Po śmierci tegoż (zmarł pod koniec 1894) dobra przejęli jego spadkobiercy, na początku XX wieku władał dobrami w Postołowie jego syn Ignacy Krasicki.
W okresie II Rzeczypospolitej do 1939 we wsi działał Silśkyj Hospodar. Po 1945 mieszkańców wysiedlono, a drewnianą cerkiew z 1879 rozebrano.
W latach 1975–1998 miejscowość administracyjnie należała do województwa krośnieńskiego.
Przy drodze na wzgórzu nad wsią, nowy murowany kościół filialny pw. Podwyższenia Krzyża Pańskiego podlegający parafii Nawiedzenia Najświętszej Maryi Panny w Lesku.
W pobliżu zajazdu znajduje się Las Malinki, skupisko amerykańskiej sosny wejmutki, sprowadzonej przez właścicieli zamku leskiego, Krasickich.